# فنجاني أرفرني
فنجاني أرفرني (الاسم العلمي: Peziza arvernensis) هو نوع من الفطريات يتبع جنس الفنجاني من فصيلة الفنجانية.